# Martenzit
Martenzit je vrsta kristalne strukture v kovinskih zlitinah.
Pri hitrem ohlajanju jekla iz visoko temperaturne avstenitne faze so raziskovalci prvič opazili nastajanje fine strukture, ki so jo poimenovali martenzit (po nemškem metalurgu Adolfu Martensu). Kasneje so tak pojav opazili še pri drugih zlitinah, npr. v materialih z oblikovnim spominom. Ugotovili so, da je taka struktura posledica transformacije kristalne rešetke in ne difuzije atomov. Ploskovno centrirana kristalna rešetka avstenita se pretvori v območja v obliki leče ali ravne plošče, ki jih tvorijo prostorsko centrirane  kubične kristalne rešetke. Kristali nastali s tako transformacijo se imenujejo martenzit, sama transformacija pa martenzitna transformacija. Tako poimenovanje je splošno in se ne nanaša zgolj na jekla, čeprav je mnogokrat ob uporabi imena martenzit mišljena določena vrsta jekla, saj je taka uporaba termina najbolj znana v praksi.

## Martenzit pri jeklih
Če imamo v mislih vrsto jekla, je martenzit prenasičena trdna raztopina ogljika v α-železu. Nastane iz avstenita z brezdifuzijsko premeno, kadar jeklo podhladimo pod temperaturo Ms (temperatura začetka nastajanja martenzita). Pri tem  se avstenit, ki ima ploskovno-centrirano kubično kristalno zgradbo - PCK, z brezdifuzijsko ali martenzitno premeno pretvori v martenzit, ki ima telesno-centrirano tetragonalno (TCT) kristalno zgradbo. Kristalna zgradba martenzita je zelo podobna kristalni zgradbi ferita (TCK), razlika je samo v tem, da je velikost roba celice v smeri z-osi večja kot v smeri x- in y-osi. To popačenje povzroči prisilno raztopljen ogljik, ki se prednostno razporedi v oktaedrske vrzeli na robovih, ki so vzporedni z-osi.
Za martenzitno premeno je značilno, da delež martenzita ni odvisen od časa zadrževanja na temperaturi pod Ms, temveč se povečuje z večanjem podhladitve pod Ms. Šele ko jeklo ohladimo pod Mf (temperatura konca nastajanja martenzita), se ves avstenit pretvori v martenzit. Avstenit, ki je v jeklu pri sobni temperaturi, imenujemo zadržani. Martenzitne ploščice nastanejo na dislokacijah v kristalnih zrnih. Prve ploščice segajo preko celotnega kristalnega zrna. Ker se pri njihovem nastanku močno povečajo notranje napetosti, je nadaljnja premena možna šele pri nižji temperaturi, nove ploščice pa so vedno manjše. Velike notranje napetosti izhajajo iz dejstva, da ima martenzit drugačno obliko kot avstenit, iz katerega nastane. Čeprav se ploščice martenzita močno plastično deformirajo, ostanejo v avstenitu še velike elastične napetosti.
Za martenzit je značilna velika trdota, ki je sorazmerna deležu ogljika. V jeklu z okoli 0,8 % ogljika doseže trdota vrednost okoli 67 HRC. Veliko trdoto martenzita v največji meri povzroča prisilno raztopljeni ogljik (utrjanje trdne raztopine, raztopinsko utrjanje). Pomembni so tudi prispevki zaradi velike gostote dislokacij (deformacijsko utrjanje) oziroma dvojčičnih mej v posameznih ploščicah martenzita, velike gostote martenzitnih ploščic (utrjanje s kristalnimi mejami) in velikih elastičnih napetosti v zadržanem avstenitu.